# 刘伯坚

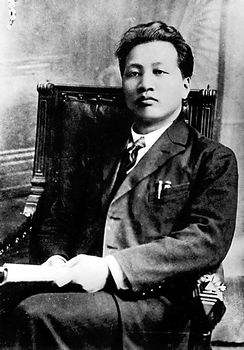

刘伯坚（1895年1月9日—1935年3月21日），原名刘永福，又名刘永田，四川平昌人。

## 生平
1920年赴欧勤工俭学，先到比利时，后到巴黎。1921年初参加劳动学会，广泛参与政治斗争，并宣传马克思主义。1922年与周恩来、赵世炎等共同组建中国少年共产党，后转入中国共产党。
1923年，刘伯坚赴莫斯科，入莫斯科东方大学，后任中共旅莫支部书记。1926年春，冯玉祥到苏联考察，刘伯坚参加接待。冯玉祥邀请刘伯坚回国任国民军的政治部副部长。
1927年4月，刘伯坚与王淑振结婚。同年夏，冯玉祥在军内清党，刘伯坚被“礼送”到武汉。随后，去上海从事秘密活动。1928年，刘伯坚再度赴苏联，入伏龙芝军事学院学习。
1930年，刘伯坚回国，第二年进入江西中央苏区，先后任军委秘书长、红军党校政治部主任。1931年参与对国民革命军第二十六路军的策反，在二十六路军发起宁都暴动后，任红五军团政治部主任。1934年10月，红军主力长征后，刘伯坚被留下任赣南军区政治部主任。
1935年3月初，刘伯坚在战斗中左腿中弹被俘，在监狱中写下《带镣行》、《移狱》、《狱中月夜》等诗歌。3月21日在大庾被处决，妻子王淑振也在战斗中阵亡。今平昌县留有劉伯堅烈士故居、劉伯堅烈士紀念碑，以兹纪念。
有三子：刘虎生、刘豹生、刘熊生。